# 잠정적 진실
잠정적 진실이란 전제사실의 증명조차 요구하지 않고, 무조건적으로 일정한 사실을 추정하는 것에 의하여 어느 규정의 요건사실의 부존재의 증명책임을, 그 효과를 다투는 상대방에게 전환하는 법기술을 뜻하는 민사소송법상 용어이다.